# Semuel Pizzignacco
Semuel Pizzignacco (Monfalcone, 1º settembre 2001) è un calciatore italiano, portiere del Monza.

## Caratteristiche tecniche
Portiere ambidestro, abile nell'impostazione della manovra, si dimostra molto reattivo tra i pali.

## Carriera

### Club
Cresciuto nei settori giovanili delle squadre friulane di Staranzano, Cjarlins Muzane e Udinese, nel 2018 approda al Vicenza, con cui disputa due stagioni con la formazione Berretti, ottenendo comunque alcune convocazioni con la prima squadra e conquistando la promozione in Serie B. Il 26 giugno 2020 firma il primo contratto professionistico con i biancorossi, di durata triennale; il 1º ottobre seguente passa in prestito al Legnago, con cui ottiene la salvezza ai play-out dopo un campionato da titolare, mettendosi in mostra come para-rigori.
Rientrato al Vicenza, inizia da titolare il campionato di Serie B, salvo poi perdere il posto dopo la terza giornata; il 31 gennaio 2022 viene ceduto fino al termine della stagione al Renate. Il 14 luglio seguente viene acquistato dalla Feralpisalò, con cui firma un triennale. Con i gardesani conquista la prima storica promozione in Serie B, ottenendo ben 22 clean sheet. Disputa da titolare anche il successivo campionato di serie cadetta, non riuscendo tuttavia a evitare la retrocessione.
Il 5 agosto 2024 viene acquistato in prestito con obbligo di riscatto dal Monza, con il quale esordisce in serie A da titolare il 17 agosto successivo in Empoli-Monza 0-0; dopo un inizio da titolare, viene sostituito da Stefano Turati. Il 3 febbraio 2025 viene acquistato a titolo definitivo dai brianzoli, con cui firma fino al 2027. A fine stagione subisce la seconda retrocessione consecutiva della sua carriera.

### Nazionale
Nel 2021 ha giocato 2 partite con la maglia della nazionale Under-20.

## Statistiche

### Presenze e reti nei club
Statistiche aggiornate al 24 maggio 2025.
| Stagione            | Squadra             | Campionato          | Campionato | Campionato | Coppe nazionali | Coppe nazionali | Coppe nazionali | Coppe continentali | Coppe continentali | Coppe continentali | Altre coppe | Altre coppe | Altre coppe | Totale | Totale |
| Stagione            | Squadra             | Comp                | Pres       | Reti       | Comp            | Pres            | Reti            | Comp               | Pres               | Reti               | Comp        | Pres        | Reti        | Pres   | Reti   |
| ------------------- | ------------------- | ------------------- | ---------- | ---------- | --------------- | --------------- | --------------- | ------------------ | ------------------ | ------------------ | ----------- | ----------- | ----------- | ------ | ------ |
| 2018-2019           | Vicenza             | C                   | 0          | 0          | CI+CI-C         | 0               | 0               | -                  | -                  | -                  | -           | -           | -           | 0      | 0      |
| 2019-2020           | Vicenza             | C                   | 0          | 0          | CI+CI-C         | 0               | 0               | -                  | -                  | -                  | -           | -           | -           | 0      | 0      |
| 2020-2021           | Legnago             | C                   | 35+2       | -42        | -               | -               | -               | -                  | -                  | -                  | -           | -           | -           | 37     | -42    |
| 2021-gen. 2022      | Vicenza             | B                   | 3          | -5         | CI              | 1               | -4              | -                  | -                  | -                  | -           | -           | -           | 4      | -9     |
| Totale L.R. Vicenza | Totale L.R. Vicenza | Totale L.R. Vicenza | 3          | -5         |                 | 1               | -4              |                    | -                  | -                  |             | -           | -           | 4      | -9     |
| gen.-giu. 2022      | Renate              | C                   | 13         | -16        | CI-C            | -               | -               | -                  | -                  | -                  | -           | -           | -           | 13     | -16    |
| 2022-2023           | Feralpisalò         | C                   | 37         | -20        | CI+CI-C         | 2+0             | -3 + 0          | -                  | -                  | -                  | SC-C        | 2           | -3          | 41     | -26    |
| 2023-2024           | Feralpisalò         | B                   | 38         | -65        | CI              | 2               | -3              | -                  | -                  | -                  | -           | -           | -           | 40     | -68    |
| Totale Feralpisalò  | Totale Feralpisalò  | Totale Feralpisalò  | 75         | -85        |                 | 4               | -6              |                    | -                  | -                  |             | 2           | -3          | 81     | -94    |
| 2024-2025           | Monza               | A                   | 9          | -17        | CI              | 3               | -5              | -                  | -                  | -                  | -           | -           | -           | 12     | -22    |
| Totale carriera     | Totale carriera     | Totale carriera     | 135+2      | -165       |                 | 8               | -15             |                    | -                  | -                  |             | 2           | -3          | 147    | -183   |

## Palmarès

### Club

#### Competizioni nazionale
- Serie C: 2

L.R. Vicenza Virtus: 2019-2020 (girone B)
Feralpisalò: 2022-2023 (girone A)